# Complemento del nombre
El complemento del nombre, complemento preposicional del nombre o complemento del sustantivo es un sintagma preposicional que completa el significado del núcleo de un sintagma nominal o de un sustantivo: "Pato a la naranja", "libro de física", "carne con patatas", etc. Con frecuencia puede contraerse y lexicalizarse en un neologismo: boca de la calle = bocacalle.
Desde un punto de vista formal puede ser un complemento sintáctico genuino o un adjunto sintáctico omitible, cuando no es estrictamente requerido por el sintagma nominal al que complementa. Su función semántica es similar a la que satisface el sintagma adjetivo.

## Complemento del nombre en diversas lenguas

### Español
En el caso de los complementos del nombre con la preposición de, existe una cierta tendencia a suprimir la preposición:
La calle de Alarcos > La calle Alarcos
Pedazo de burro > Pedazo burro (español de España)
```
Entre los complementos que la 
gramática tradicional
 califica de complementos del nombre, hay auténticos 
complementos
 y 
adjuntos sintácticos
:
```

a. Un estudiante de física
b. Un estudiante con gafas
c. Un estudiante de física con gafas
d. *[Un estudiante con gafas] de física
En (a) de física es un complemento sintáctico que no admite la interposición de otro complemento entre él y el nombre, mientras que en (b) con gafas es un adjunto. La prueba de estos análisis la constituye el hecho de que (c) sea perfectamente correcta mientras que (d) es incorrecta si lo que se quiere decir es que el estudiante estudiaba física (y no que las gafas eran "de física"). De acuerdo con la teoría de la X' debe concluirse que de física es un complemento genuino y con gafas un adjunto y de ahí que el orden de ambos sea rígido.